# 하루노정 (고치현)
하루노정(일본어: 春野町)은 일본 고치현 중앙부의 아가와군에 존재했던 정이다. 고치시로의 통근율은 40.7%(2005년 인구조사)

## 지리
고지현의 중앙부에 위치하며 마을 북쪽에는 산지를 끼고 고치시가 있고 서쪽에는 인전천을 사이에 두고 도사시가 있다. 마을 전역에는 오남 평야가 펼쳐져 있고, 남쪽은 도사만에 접한다.

## 역사
- 1956년 9월 30일 - 헤이와촌, 니시분촌, 니사이촌, 모리야마촌, 히로오카나카노촌, 히로오카시모노촌이 합병해 하루노촌이 성립하였다.
- 1969년 9월 30일 - 정으로 승격해 하루노정이 되었다.
- 2008년 1월 1일 - 고치시에 편입되었다. 동일 하루노정은 폐지되었다.

## 교통

### 도로
- 국도 56호선

## 참고 문헌
- 角川日本地名大辞典編纂委員会,『角川日本地名大辞典 39 高知県』1983, 角川書店